# 圣埃利夫
圣埃利夫（法語：Saint-Éliph，法語發音：[sɛ̃.t‿elif]）是法国厄尔-卢瓦省的一个市镇，属于诺让勒罗特鲁区。

## 地理
圣埃利夫（48°27'1"N, 1°1'33"E）面积23.46 平方千米，位于法国中央-卢瓦尔河谷大区厄尔-卢瓦省，该省份为法国北部内陆省份，北起顺时针与厄尔省、伊夫林省、埃松省、卢瓦雷省、卢瓦-谢尔省、萨尔特省和奧恩省接壤。
与圣埃利夫接壤的市镇（或旧市镇、城区）包括：沃皮永。

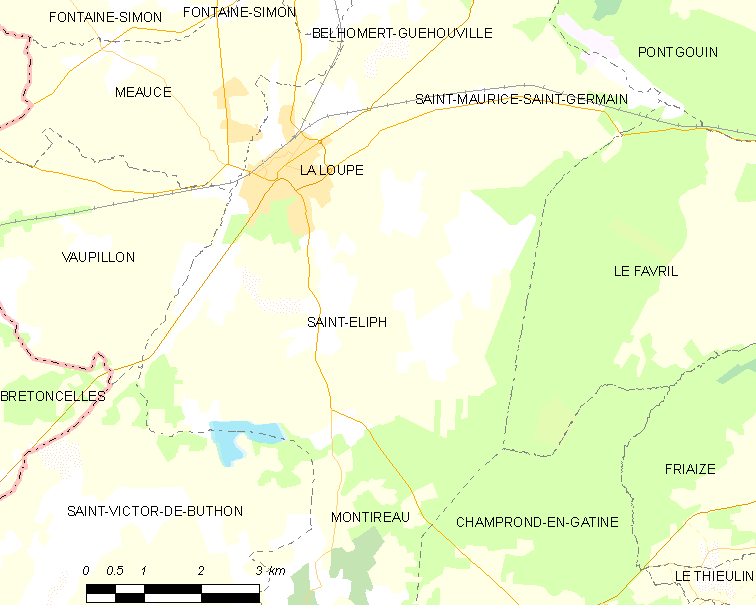
圣埃利夫的OSM定位图

圣埃利夫的时区为UTC+01:00、UTC+02:00（夏令时）。

## 行政
圣埃利夫的邮政编码为28240，INSEE市镇编码为28335。

## 政治
圣埃利夫所属的省级选区为诺让勒罗特鲁县。

## 人口

1962-2008年间圣埃利夫人口变化图示

圣埃利夫于2022年1月1日时的人口数量为833人。